# Patos Fshat
Patos Fshat är en ort i Albanien.   Den ligger i prefekturen Qarku i Fierit, i den centrala delen av landet, 80 km söder om huvudstaden Tirana. Patos Fshat ligger 157 meter över havet och antalet invånare är 22 679.
Terrängen runt Patos Fshat är huvudsakligen kuperad, men åt nordväst är den platt.   Runt Patos Fshat är det ganska tätbefolkat, med 199 invånare per kvadratkilometer.. 
Trakten runt Patos Fshat består till största delen av jordbruksmark.